# Cantón de Saint-Brieuc-Norte
El cantón de Saint-Brieuc-Norte era una división administrativa francesa, que estaba situada en el departamento de Costas de Armor y la región de Bretaña.

## Composición
El cantón estaba formado por una fracción de la comuna que le daba su nombre:
- Saint-Brieuc (fracción)

## Supresión del cantón de Saint-Brieuc-Norte
En aplicación del Decreto nº 2014-150 de 13 de febrero de 2014, el cantón de Saint-Brieuc-Norte fue suprimido el 22 de marzo de 2015 y la fracción de la comuna que le daba su nombre se unió con las demás para que, por medio de una reestructuración cantonal, fueran creados los nuevos cantones de Saint-Brieuc-1 y Saint-Brieuc-2.